# Domatowo
Domatowo is een plaats in het Poolse district Pucki, woiwodschap Pommeren. De plaats maakt deel uit van de gemeente Puck en telt 700 inwoners.